# 普拉萨克 (滨海夏朗德省)
普拉萨克（法語：Plassac，法語發音：[plasak]）是法国滨海夏朗德省的一个市镇，位于该省中南部，属于容扎克区。

## 地理
普拉萨克（45°27'59"N, 0°34'7"W）面积15.48 平方千米，位于法国新阿基坦大区滨海夏朗德省，该省份为法国西部滨海省份，北起旺代省，西临大西洋，南至吉倫特省，东南接多爾多涅省，东北接德塞夫勒省接壤，东临夏朗德省。
与普拉萨克接壤的市镇（或旧市镇、城区）包括：布瓦、孔萨克、圣西耶迪塔永、圣热尼德桑通日、圣西吉斯蒙-德克莱蒙。

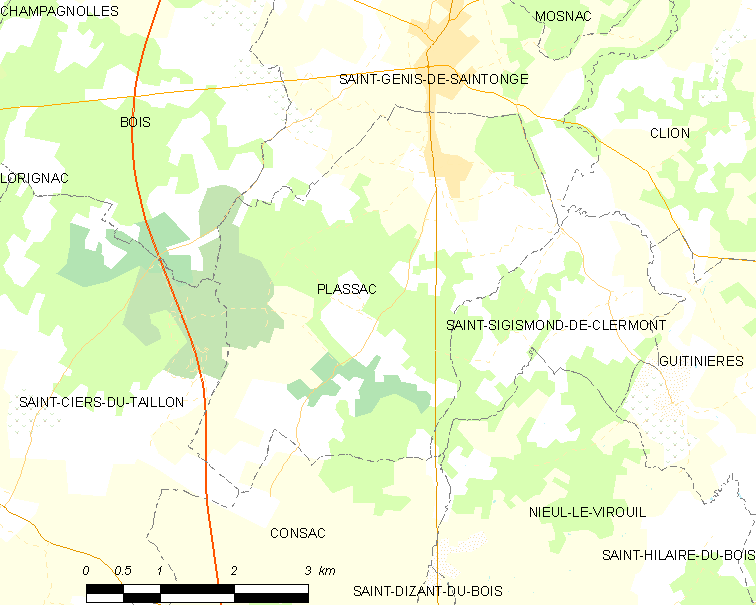
的OSM定位图

普拉萨克的时区为UTC+01:00、UTC+02:00（夏令时）。

## 行政
普拉萨克的邮政编码为17240，INSEE市镇编码为17279。

## 政治
普拉萨克所属的省级选区为蓬镇县。

## 人口

1962-2008年间人口变化图示

普拉萨克于2022年1月1日时的人口数量为666人。